# Ayodhya, Gangawati
Ayodhya là một làng thuộc tehsil Gangawati, huyện Koppal, bang Karnataka, Ấn Độ.